# 吸血鬼地道
吸血鬼地道（英文：Vampire dugout ，在比利时当地被称作Vampyr dugout），位于比利时宗讷贝克附近的地下，是一处第一次世界大战时期的旅部，建于帕森达勒战役之后， 由英國皇家工兵部隊的第171坑道连在法兰德斯地下14米（46英尺）处挖掘而成。该地道在2007年被重新发现。2008年英国电视第四台的《时间小队》系列节目中的一期以它为主题，美国的科学频道也播出了这一节目。当地的战场史学会每年都会检查吸血鬼地道，而一般公众无法进入该通道，因为它位于私人领地内。

## 背景
在第一次世界大战后期，更加机动的作战方式取代了战争早期的固定围攻方式，对战双方的技术不断发展，尤其是火炮技术突飞猛进。因此作战方开始需要越来越深的庇护所，用来保护前线部队。
帕森达勒战役进入尾声时，英方收复了帕森达勒山脊。然而在曾经的森林和农场中，英军几乎没有得到天然隐蔽——双方的火炮将地表铲平了。为了给军队提供隐蔽，协约国最高指挥部在1918年1月，将75,000名士兵向北调动至伊珀尔突出部。这批士兵由25,000名专业坑道兵和50,000名辅助的步兵组成，他们从1917年6月7日起就准备并参加了梅森战役。在伊珀尔地下30米的蓝粘土中，他们挖出了近200个或独立或相互连接的设施。这些设施中，小的可以住宿50人，最大的位于63号丘陵，可容纳2000人。
这些地道开始只是按照普通的深地道来建设。不过从当时的地区战壕地图来看，这些地道建成了医院、食堂、厨房、礼拜堂、铁匠铺、工作室、以及供疲惫的士兵休息的卧室。这里的活动水平可以从一个侧面得到印证：1918年三月在伊珀尔地下居住的人，比今天在地上的伊珀尔城里居住的人还多。这些地下设施配有排水泵，设施之间由1.98米（6英尺6英寸）高、1.22米（4英尺）宽的走廊连接；然而战役结束时部队撤出了地道，之后它们逐渐被淹没了。

## 建造
吸血鬼地道是按照旅司令部规格建造的，最多可容纳50人，外加一名高级指挥官。“吸血鬼”这一名称来自附近波勒冈森林战场的补给兵，他们在晚上出动，为前线部队送去给养。
171地道连挖掘了四个月，用工字梁和缴获的铁轨建成“口”字形框架，之后又用木质横梁进一步加固。
1918年4月初，吸血鬼地道被启用。第一个驻扎的是英国第33师100旅，然后是国王皇家来复枪团第16营，之后是高地轻步兵团第9营。
但是仅仅数周后，在德国于1918年4月发动的利斯河战役中，英国人失去了这一地道。英军在1918年9月重新占领了吸血鬼地道，伍斯特郡团第2营因而成为了地道最后的使用者。

## 战后：1920年以来
1918年11月停战后，包括吸血鬼地道在内的所有深地道被废弃。到了1920年，地面所有已知的弹药都被军方移走。当地人回到地道，回收了入口上段的木质台阶，用做建筑材料或者燃料；之后又用瓦砾填满了主要坑道，让土地可以恢复耕种。今天，积水淹没了绝大多数地道，但这些地道也因此得到保存，成为法兰德斯地区战役的最真实的遗迹。

## 砖厂建设
宗讷贝克区中有五个村位于帕森达勒争夺战的中心地带，它们因而拥有最大的地下设施密度。此外，泰尔卡·宗讷贝克公众有限公司（Terca Zonnebeke N.V.）制砖工厂目前正将这里的蓝黏土开采做商业用途。砖厂不断扩张它的商业开采活动，开采过程中也不断发现地下工程。
1983年，人们在砖厂后方发现了澳大利亚建造的布雷曼地堡，此后它对公众开放，直到1998年地堡垮塌。普遍认为是支撑木梁变干使得这一堡垒最终坍塌。 在对奥斯定会隐修院的考古发掘中，人们在宗讷贝克教堂地下发现了另一条地道。教堂庭院内的一处考古园里标出了这一地道的轮廓。1998年2月21日，一位农民的妻子在擦洗窗户时掉进了地下，毕汉姆地道由此被发现。它离泰恩克特公墓不到400米远。
2006年春季，砖厂收到了扩张蓝黏土开采区的许可。由比利时考古学家约翰·范德瓦勒和英国电视制作人彼得·巴顿领导的战场考古与保护协会（Association for Battlefield Archaeology and Conservation，ABAC），用一份包含350所地下工事的地图显示，至少有一处工事位于计划的开采区附近。协会认为，这一地道应当就是吸血鬼地道。协会和当地的保护官员，历史官员，议会和州官员进行讨论后，获准开展科学研究计划。由于吸血鬼地道曾是高地轻步兵团的驻扎地，协会的考古计划吸引了格拉斯哥大学的战场考古中心：中心为这一计划提供考古支持。

## 重新发现
2006年剩下的时间里，ABAC深入分析了地图。2007年夏天，范德瓦勒和巴顿带领一支队伍来到法兰德斯“狩猎”这个“吸血鬼”。这是一支比利时—英国联合考古队，由数名专家陪同：考古学家托尼·波拉德、莱恩·班克斯与地球物理学家马尔科姆·威尔。为了勘测，波拉德和班克斯研究了原始的战壕地图，进行了地球物理测量，并用一台机械挖掘机进行拓展挖掘。在调查的第七天也是最后一天，他们确认了吸血鬼地道的入口井位置。
挖掘工作于2008年一月开始。2008年春季，一只更加庞大的考古队回到这里进行工作。队伍中有白金汉郡消防署的成员，他们将这次发掘当做一次训练任务。考古队制订了计划目标和时间表，要在农民收回这块地种植冬大麦之前完成入口井的清理，到达井底并勘察坑道。
蓝黏土的土质对某些发掘方式而言太硬，对另一些发掘方式又太软。最后考古队决定先用高压消防水枪冲水，将黏土液化；然后用泵将泥浆排入一个沉淀槽。发掘用水因而得以循环利用。3个星期后，考古队挖掘到了入口井底部。团队用一台遥控潜水器估测工事结构的强度；之后为了保障研究团队安全，采矿专家为坑道添加了额外支柱。 英国电视4台拍摄了整个勘查工作，主持人托尼·罗宾逊在潮湿但保存完好的地道中录制节目。
研究团队发现了很多证明英军驻扎的踪迹，但是德国人留下的踪迹很少；考古队也没有发现金属床的结构痕迹。这说明在德国占领这里之前，英军几乎没有时间启用地道内的设施。起初，专家估计地道的尺寸为200米×150米（660英尺×490英尺）；但在勘探中，已发现的隧道占地超过800米×600米（2600英尺×2000英尺）。英国起初按照容纳50人的标准设计地道，而根据现在的估计，这一地下村曾驻扎了超过300人。工事中到处都有未完工的建设痕迹，但是目前仍不知道究竟是英军还是德军扩张了这一地道。

## 现状
出于保护缘由，吸血鬼地道入口井已被覆盖，整个地道也会重新注满水。地道就是这样保存了90年，因此这可能是保存地道的最佳方案。这一做法也借鉴了布雷曼地堡的教训：地堡的结构和吸血鬼地道相似，由于支撑木桩在干燥空气中失水，地堡最终坍塌了。
通常而言，这些地道不对公众开放。这么做主要是因为它们年代久远，可能存在安全隐患；而且它们有很重要的历史地位；此外，布雷曼地堡的坍塌也是一个原因。帕森达勒博物馆中有地道的复原模型。由于吸血鬼地道所在地现在为私人领地，公众无法到达它；不过当地的战场史协会每年都会检查地道。

## 未来
宗讷贝克的砖厂正在扩张，而吸血鬼地道所在的土地未来可能成为采石场，这些都使地道的未来变得不明朗。采石工作会引发失水，在蓝黏土中制造裂缝，即使地道在挖掘中得到保护，这些裂缝也会威胁地道的安全。

## 以地道作为指挥所的部队
- 英國陸軍第33師（英语：33rd Division (United Kingdom)）第100旅指挥所
- 国王皇家来复枪团（英语：King's Royal Rifle Corps）第16营
- 高地轻步兵团（英语：Highland Light Infantry）第1/第9营
- 伍斯特郡团（英语：Worcestershire Regiment）第2营